# Wonsees
Wonsees – gmina targowa w Niemczech, w kraju związkowym Bawaria, w rejencji Górna Frankonia, w regionie Oberfranken-Ost, w powiecie Kulmbach, wchodzi w skład wspólnoty administracyjnej Kasendorf. Leży w Szwajcarii Frankońskiej, przy autostradzie A70.
Gmina położona jest 18 km na południowy zachód od Kulmbach i 22 km na północny zachód od Bayreuth.

## Dzielnice
W skład gminy wchodzą następujące dzielnice: 
- Feulersdorf
- Gelbsreuth
- Großenhül
- Kleinhül
- Lindenmühle
- Plötzmühle
- Sanspareil
- Schirradorf
- Wonsees
- Zedersitz

## Historia
Wonsees w 1323 uzyskało prawa gminy targowej. W 1792 miejscowość należała do Księstwa Bayreuth jednak w wyniku Traktatu tylżyckiego z 1807 Wonsees zostało włączone w 1810 do Bawarii. Gmina w obecnym kształcie funkcjonuje od reformy administracyjnej w 1818.

### Polityka
Wójtem jest Günther Pfändner. Rada gminy składa się z 15 członków.

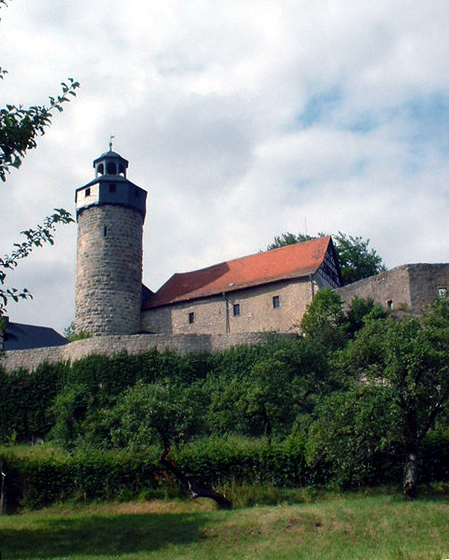
Zamek Zwernitz

## Zabytki i atrakcje
- zamek Zwernitz
- ogrody z formacjami skalnymi i teatrem

## Osoby urodzone w Wonsees
- Friedrich Taubmann – filolog, poeta